# Anna Machnikowska
Anna Agnieszka Machnikowska (ur. 2 stycznia 1969 w Gdańsku) – doktor habilitowana nauk prawnych, w latach 2012–2019 prorektor Uniwersytetu Gdańskiego.

## Życiorys
Uczęszczała do Szkoły Podstawowej nr 90, następnie do Szkoły Podstawowej nr 92 w Gdańsku. W 1987 zdała maturę w III Liceum Ogólnokształcącym. W 1992 ukończyła studia na Wydziale Prawa i Administracji Uniwersytetu Gdańskiego. Od 1991 pracuje jako wykładowca akademicki. W 1994 ukończyła aplikację sędziowską i złożyła egzamin sędziowski, a w 1996 aplikację radcowską, złożyła egzamin i została wpisana na listę radców prawnych prowadzoną przez Okręgową Izbę Radców Prawnych w Gdańsku. W 2000 uzyskała stopień doktora w zakresie nauk prawnych na podstawie rozprawy Wymiar sprawiedliwości w Polsce w latach 1944–1950, a w 2011 habilitowała się. Pełni funkcję kierownika Katedry Postępowania Cywilnego na Wydziale Prawa i Administracji, a także profesora UG. Od 2012 do 2019 była prorektorem ds. kształcenia UG, w kadencji 2021–2024 członkinią Rady Uczelni UG.
W 2017–2019 członkini Pomorskiej Rady Oświatowej przy Zarządzie Województwa Pomorskiego. W latach 2020–2022 była członkinią Komitetu Polityki Naukowej.
Wykonuje także zawód radcy prawnego, od 2022 jest arbitrem Sądu Polubownego przy Prokuratorii Generalnej RP. Od 2004 pełni funkcje w radach nadzorczych spółek kapitałowych. W latach 2005–2020 była członkinią, a następnie przewodniczącą Rady Nadzorczej Saur Neptun Gdańsk SA w Gdańsku, od 2020 członkini i wiceprzewodnicząca Rady Nadzorczej Gdańskiej Infrastruktury Wodociągowo-Kanalizacyjnej Sp. z o.o., od 2016 do 2020 członkini Rady Nadzorczej TechTransBalt Spółka Spin Off (spółka UG zajmująca się komercjalizacją wyników badan naukowych), od 2024 w składzie rady nadzorczej Powszechnego Zakładu Ubezpieczeń. W 2024 weszła do Krajowej Rady Radców Prawnych XII kadencji.

## Odznaczenia
- Medal Komisji Edukacji Narodowej (2018)[1]
- Srebrny Medal Uniwersytetu Gdańskiego „Bene merito et merenti” (2019)[9]
- Medal Samorządu Radców Prawnych (2019)[1]